# Uniwersytet Świętego Tomasza (Minnesota)
Uniwersytet Świętego Tomasza (ang. University of St. Thomas) – koedukacyjna katolicka uczelnia niepubliczna z główną siedzibą w Saint Paul, założona w 1885. Jej patronem jest Tomasz z Akwinu, średniowieczny teolog i filozof.
Kształci 11 000 studentów, co sprawia, że jest największym uniwersytetem niepublicznym w stanie Minnesota. Oficjalna misja brzmi:

Inspirowany katolickimi tradycjami intelektualnymi, University of St. Thomas kształci studentów na odpowiedzialnych moralnie przywódców, którzy myślą krytycznie, działają mądrze i pracują umiejętnie dla powiększania wspólnego dobra

{{Cytat}} Nieznane pola: "width".
Ojciec Dennis Dease został 14. rektorem uczelni 1 lipca 1991. Sprawował tę funkcję do 2013, kiedy to jego rolę przejęła doktor Julie Sullivan: pierwsza osoba świecka i pierwsza kobieta w tej funkcji. W 2023 roku rektorem został Robert Vischer. 
W 2020 roku zespoły sportowe uczelni zostały przeniesione do najwyższej dywizji NCAA.  

## Kampusy
Uniwersytet Świętego Tomasza posiada cztery kampusy: trzy w Stanach Zjednoczonych (w Saint Paul, Minneapolis i Owatonnie oraz jeden we Włoszech (w Rzymie).
Kampus w St. Paul stanowi głównie miejsce zamieszkania i nauki dla studentów pierwszych czterech roczników; część budynków zaprojektował Cass Gilbert. Na terenach uczelni zlokalizowanych w Minneapolis odbywają się zajęcia z biznesu i prawa. W Owatonnie mieści się centrum konferencyjne szkoły, zaś posiadłość w Rzymie jest bazą dla osób studiujących w Europie.
Na uczelni powstała część zdjęć do filmu Pechowa przesyłka.

## Znani wykładowcy
- Marian Heitzman – polski filozof, kierownik Wydziału Politycznego Ministerstwa Spraw Wojskowych w rządzie RP na uchodźstwie
- Eugene McCarthy – amerykański polityk
- John Radzilowski – amerykański historyk

## Znani absolwenci
- Peter Christensen – biskup
- Vince Flynn – pisarz
- John LeVoir – biskup
- Walter Matt – dziennikarz i publicysta
- Dave Ostlund – sportowiec
- Patrick Zurek – biskup